# Camponotus abditus
Camponotus abditus är en myrart som beskrevs av Auguste-Henri Forel 1899. Camponotus abditus ingår i släktet hästmyror, och familjen myror. Inga underarter finns listade.